# Изследователски реактор
Изследователски реактор е ядрен реактор, който се използва за научни цели, а не за производство на енергия (като в атомните електроцентрали), за производство на радиоактивни материали за направата на ядрено оръжие, или за задвижване на превозно средство (например атомна подводница).

## Техническа характеристика
Изследователските реактори имат по-малка мощност от тази на реакторите с друго предназначение. Докато един типичен реактор за производство на електричество има топлинна мощност от 3000 MW (мегавата), изследователските реактори имат мощност между 10 киловата и 10 мегавата. Обединената топлинна мощност на всички 283 изследователски реактора по света е малко над 3000 MW.
Изследователските реактори са по-прости и работят при по-ниски температури. Нуждаят се от по-малко гориво и при „изгарянето“ му се натрупват по-малко продукти на разпада. От друга страна, горивото им обикновено е по-силно обогатен уран, обикновено до 20% уран-235, въпреки че някои използват гориво с 93% уран-235. Освен това, голямото съотношение на обем и мощност в ядрото изисква специални похвати в проектирането им. Както и при реакторите за други цели, ядрото се нуждае от охлаждане, което обикновено се постига чрез естествена или принудителна конвекция с вода, както и от забавител на неутрони, който да забавя неутроните и реакцията на разпад.